# Veuve
Die Veuve ist ein Fluss in Frankreich, im Département Sarthe, in der Region Pays de la Loire.

## Verlauf
Sie entspringt an der Gemeindegrenze von Saint-Mars-de-Locquenay und Villaines-sous-Lucé und entwässert generell in südlicher Richtung.  Nach rund 26 Kilometern trifft sie an der Gemeindegrenze von Chahaignes und Lhomme auf den Loir, in den sie als rechter Nebenfluss einmündet.

## Orte am Fluss
(Reihenfolge in Fließrichtung)
- Le Grand-Lucé
- Saint-Vincent-du-Lorouër
- Saint-Pierre-du-Lorouër